# Martin (Kentucky)
Martin és una població dels Estats Units a l'estat de Kentucky. Segons el cens del 2000 tenia 633 habitants.

## Demografia
Segons el cens del 2000, Martin tenia 633 habitants, 295 habitatges, i 166 famílies. La densitat de població era de 520 habitants/km².
Dels 295 habitatges en un 28,8% hi vivien nens de menys de 18 anys, en un 31,2% hi vivien parelles casades, en un 21,7% dones solteres, i en un 43,4% no eren unitats familiars. En el 40,3% dels habitatges hi vivien persones soles el 17,6% de les quals corresponia a persones de 65 anys o més que vivien soles. El nombre mitjà de persones vivint en cada habitatge era de 2,08 i el nombre mitjà de persones que vivien en cada família era de 2,81.
Per edats la població es repartia de la següent manera: un 24,6% tenia menys de 18 anys, un 8,2% entre 18 i 24, un 24,6% entre 25 i 44, un 25,8% de 45 a 60 i un 16,7% 65 anys o més.
L'edat mediana era de 38 anys. Per cada 100 dones de 18 o més anys hi havia 72,2 homes.
La renda mediana per habitatge era de 12.917 $ i la renda mediana per família de 18.571 $. Els homes tenien una renda mediana de 35.469 $ mentre que les dones 19.167 $. La renda per capita de la població era de 10.773 $. Entorn del 46,1% de les famílies i el 44% de la població estaven per davall del llindar de pobresa.

## Poblacions més properes
El següent diagrama mostra les poblacions més properes.